# Heptodon
Heptodon és un gènere extint de mamífers perissodàctils de la superfamília dels tapiroïdeus que visqueren a Àsia i Nord-amèrica durant l'Eocè inferior, fa entre 48,6 i 55,8 milions d'anys. Se n'han trobat restes fòssils al Canadà, els Estats Units i la República Popular de la Xina. Feien uns 90 cm de llargada i probablement tenien aspecte de cavall. Són els animals més antics coneguts que es classifiquen amb tota certesa entre els tapiroïdeus i ja presentaven tots els caràcters típics d'aquest grup tret de la probòscide.